# Dp Digital Publishers
dp Digital Publishers (dp Verlag) ist ein 2014 gegründeter deutscher Verlag mit Sitz in Stuttgart. Der Schwerpunkt des Verlagsprogramms ist Unterhaltungsliteratur.

## Programm und Autoren
Im September 2020 umfasste das Verlagsprogramm rund 600 Werke von über 200 Autoren aus Deutschland, Österreich, der Schweiz, Großbritannien, Kanada und den USA. Neben Debütautoren publiziert der Verlag die Werke von Autoren wie Linda Howard, Rhys Bowen, M.J. Trow, Janet Laurence, Lois Greiman, Gemma Townley, Douglas P. Lyle und Katie MacAlister im deutschsprachigen Raum. Zu den ersten Autoren des Verlags zählten 2014 Jens Lossau, Albrecht Behmel und Ursula Großmann.
Der Verlag bedient mit seinem Programm das gesamte Spektrum der Populärliteratur. Darunter sind Liebesromane, Historische Romane, anspruchsvolle erotische Romane, Krimis, Thriller, Psychothriller, Humor, Young Adult und Fantasy. Zudem widmet sich das Programm einigen Trend-Themen, die Zielgruppen und Genres überschneiden. Dazu zählen Sport-Romance, Rockstar-Romance, junge Liebesromane (Chick lit), New Adult, Cosy Crime und Romantasy.
Die Werke der Imprints dp Verlag und Secret Desires werden als E-Book und Taschenbuch veröffentlicht. Unter dem Imprint dp audibooks werden Hörbücher veröffentlicht. Seit Anfang 2020 werden neben Taschenbüchern und E-Books auch Hörbücher unter der Marke dp audiobooks produziert und publiziert. Die Hörbücher sind im Buchhandel und bei Hörbuch- und Streaming-Plattformen als Download oder Stream verfügbar.
Seit 2024 ist der Verlag auch auf dem internationalen Buchmarkt vertreten. Im Januar 2024 gab der Verlag die Expansion nach Frankreich bekannt. Der französische E-Book Markt zählt nach Deutschland und England zu einer der Wichtigsten. Unter dem Imprint dp Éditions werden französische Übersetzungen von Autoren wie Saskia Louis oder Alyssa Clarke verlegt. Im Juli 2024 folgte dann die Gründung einer englischen Tochtergesellschaft, mit Sitz in London. Publishing Director ist James Faktor, der diese Rolle zuvor bei Lume Books innehatte. 
dp Digital Publishers ist außerdem Partner der Autorenvereinigung DeLiA und Das Syndikat.

## Imprints und Plattformen

### dp Verlag
Unter der Verlagsmarke dp Verlag erscheinen alle Werke, die dem Bereich der Populärliteratur zuzuordnen sind. Hierunter sind die Louisa Manu-Reihe und die Baseball Love-Reihe von Saskia Louis, die Darina Lisle-Reihe von Janet Laurence, die Historical Love-Reihe von Patricia Cabot, die Constable Evans-Reihe von Rhys Bowen oder die Erik Lindberg-Reihe von Thomas Kowa. Im Programm finden sich zudem Einzeltitel der Autoren Astrid Korten, Elli C. Carlson, Jaromir Konecny und Patricia Walter.

### dp Books
Dies ist das Imprint der englischen Tochtergesellschaft mit Sitz in London, unter dem Titel des dp Verlags in englischer Sprache erscheinen. 

### dp Éditions
Unter diesem Imprint erscheinen alle in das Französische übersetzten Werke des dp Verlags, beispielsweise Titel von Autoren wie Alyssa Clarke, S.M. LaViolette, Saskia Louis oder Matthias Ernst. Sitz der Tochtergesellschaft ist in Straßburg.

### Joffe by dp
Unter diesem Imprint übersetzt und veröffentlicht dp Digital Publishers Titel des englischsprachigen Verlages Joffe Books, ins Deutsche. Unter anderem von Autoren wie T.J. Brearton, Jane E. James oder Joy Ellis.

### Secret Desires
Mit Secret Desires fokussiert der Verlag Werke, deren Geschichten mit erotischen Inhalten die weibliche Fantasie anregen wollen. Zielgruppe sind laut Angaben des Verlags Frauen zwischen 25 und 55 Jahren, die niveauvolle Erotikliteratur lesen. Autoren dieser Reihe sind u. a. Kathy Fox, Lia Bergman, Erin Buchanan oder Bettina Kiraly.

### Booksnacks
Mit der Marke Booksnacks wurde 2017 von dp Digital Publishers eine Kurzgeschichten-Plattform für Leser und Autoren ins Leben gerufen.
Autoren ermöglicht die Plattform Kurzgeschichten zu veröffentlichen und deren Wirkung auf den geschlossenen Leserkreis zu testen. Mit diesem Test können Autoren auch genreübergreifend publizieren und schriftstellerische Experimente wagen.

### dp audiobooks
Die unter Eigenregie produzierten Hörbücher werden unter der Marke dp audiobooks publiziert. Erste Hörbücher waren Adaptionen der Erfolgsserien Ein Fall für Constable Evans gesprochen von Omid-Paul Eftekhari und Im Auftrag Ihrer Majestät gesprochen von Arlett Drexler der englischen Autorin Rhys Bowen sowie Teile der Kaufhaus-Dynastie-Serie Die Schwestern der Kaufhausdynastie von Mila Sommerfeld gesprochen von Brigitte Carlsen. Aber auch Einzelwerke wie Das Geheimnis von Rose Castle von Daniela Kappel, gesprochen von Dagmar Bittner, oder Blutige Rache von David Gordon, gesprochen von Dietmar Wunder, werden im Programm präsentiert.

### Buchplausch
Unter Buchplausch produziert und sendet der Verlag wöchentlich einen Podcast für Literatur- und Verlagsinteressierte. Neben Buchvorstellungen werden Themen rund um die Publikation von Büchern und Hörbüchern thematisiert, aber auch Sprecher und Autoren interviewt.